# Pier Luigi Mazzoni
Pier Luigi Mazzoni (Dovadola, 3 agosto 1932 – Formia, 12 luglio 2012) è stato un arcivescovo cattolico italiano.

## Biografia
Nacque il 3 agosto 1932 a Dovadola, in provincia di Forlì-Cesena.

### Formazione e ministero sacerdotale
Entrò nel seminario di Modigliana; successivamente si trasferì a Roma, dove conseguì la laurea in diritto canonico presso il Pontificio Seminario Lombardo, la licenza in filosofia presso la Pontificia Università Lateranense e la laurea in teologia presso la Pontificia Università Gregoriana.
Fu ordinato sacerdote il 18 febbraio 1958 a Roma. Il 19 dicembre dell'anno seguente fu assunto come officiale presso la Congregazione per i vescovi, ricevendo poi successivamente vari incarichi nello stesso dicastero fino alla nomina a capo ufficio il 3 marzo 1978. Svolse incarichi presso la Nunziatura apostolica in Italia e dal 1986 fu anche sostituto alla Segreteria del Collegio cardinalizio.

### Ministero episcopale
Il 13 aprile 1991 Giovanni Paolo II lo nominò vescovo di Ascoli Piceno. Il 18 maggio ricevette l'ordinazione episcopale, nella basilica di Santa Maria Maggiore a Roma, dal cardinale Bernardin Gantin, prefetto della Congregazione per i vescovi, co-consacranti l'arcivescovo Luigi Poggi, nunzio apostolico in Italia, e Marcello Morgante, vescovo emerito di Ascoli Piceno.
Il 12 febbraio 1997 fu promosso alla sede arcivescovile di Gaeta. Il 20 settembre 2007 papa Benedetto XVI ne accettò le dimissioni per sopraggiunti limiti di età.
Continuò a vivere a Gaeta nel suo villino personale situato nei pressi dell'oratorio di San Francesco e già appartenuto a mons. Guerra. In seguito, a causa di problemi di salute, si trasferì presso le suore di Gianola per poter essere meglio assistito. Qui morì il 12 luglio 2012. Lasciò una cospicua eredità all'arcidiocesi gaetana, incluso il suo villino poi adibito a casa famiglia.

## Genealogia episcopale
La genealogia episcopale è:
- Cardinale Scipione Rebiba
- Cardinale Giulio Antonio Santori
- Cardinale Girolamo Bernerio, O.P.
- Arcivescovo Galeazzo Sanvitale
- Cardinale Ludovico Ludovisi
- Cardinale Luigi Caetani
- Cardinale Ulderico Carpegna
- Cardinale Paluzzo Paluzzi Altieri degli Albertoni
- Papa Benedetto XIII
- Papa Benedetto XIV
- Papa Clemente XIII
- Cardinale Marcantonio Colonna
- Cardinale Giacinto Sigismondo Gerdil, B.
- Cardinale Giulio Maria della Somaglia
- Cardinale Carlo Odescalchi, S.I.
- Cardinale Costantino Patrizi Naro
- Cardinale Lucido Maria Parocchi
- Papa Pio X
- Papa Benedetto XV
- Papa Pio XII
- Cardinale Eugène Tisserant
- Cardinale Bernardin Gantin
- Arcivescovo Pier Luigi Mazzoni